# Leandro Freire de Araújo
Leandro Freire de Araújo (nacido el 21 de agosto de 1989) es un futbolista brasileño que se desempeña como defensa en el V-Varen Nagasaki de la J2 League.
Jugó para clubes como el Paraná, Sport Recife, Vitória, Nacional, FC Ordabasy Shymkent, Apollon Limassol, Chaves y Shimizu S-Pulse.

## Trayectoria

### Clubes
| Club                 | País       | Año         |
| -------------------- | ---------- | ----------- |
| Paraná               | Brasil     | 2009        |
| Sport Recife         | Brasil     | 2009        |
| União São João       | Brasil     | 2010        |
| Vitória SC           | Portugal   | 2010 - 2014 |
| Nacional             | Portugal   | 2014 - 2015 |
| FC Ordabasy Shymkent | Kazajistán | 2014        |
| Apollon Limassol     | Chipre     | 2015 - 2016 |
| Chaves               | Portugal   | 2016 - 2017 |
| Shimizu S-Pulse      | Japón      | 2017 - 2018 |
| Shonan Bellmare      | Japón      | 2019        |
| V-Varen Nagasaki     | Japón      | 2020 -      |